# Mérindol-les-Oliviers
Mérindol-les-Oliviers – miejscowość i gmina we Francji, w regionie Owernia-Rodan-Alpy, w departamencie Drôme.
Według danych na rok 1990 gminę zamieszkiwało 201 osób, a gęstość zaludnienia wynosiła 22 osób/km² (wśród 2880 gmin regionu Rodan-Alpy Mérindol-les-Oliviers plasuje się na 1426. miejscu pod względem liczby ludności, natomiast pod względem powierzchni na miejscu 1190.).